# Wang Zhongyu
Avís: Wang Zhongyu (王忠禹) és també un polític nascut el 1933.
Wang Zhongyu (xinès: 王仲玉; pinyin: Wáng Zhòngyù) fou un pintor xinès que va viure sota la dinastia Ming. Les dates del seu naixement i de la seva mort no es coneixen ni tampoc se sap gaire de la seva vida. Pintava persones.